# Championnat d'Europe féminin de football des moins de 17 ans 2008
Cet article traite de l'épreuve féminine. Pour la compétition masculine, voir Championnat d'Europe de football des moins de 17 ans 2008.
Navigation
Édition 2009
La 1re édition du Championnat d'Europe de football féminin des moins de 17 ans  est une compétition de football féminin qui s'est déroulée entre le 5 septembre 2007 et le 23 mai 2008 et dont la phase finale a eu lieu en Suisse. Le premier titre européen de la catégorie est remporté par l'équipe d'Allemagne qui s'impose en finale contre l'équipe de France sur le score final de 3 à 0. 

## Tournoi final
Les 4 équipes du tournoi final sont directement qualifiées pour la coupe du monde de football féminin des moins de 17 ans 2008, en Nouvelle-Zélande.

### Demi-finale
| 20 mai 2008 | Allemagne | 1 - 0 | Danemark |  |  |
|             |           |       |          |  |  |

| 20 mai 2008 | France | 3 - 1 | Angleterre |  |  |
|             |        |       |            |  |  |

### Match pour la3eplace
| 23 mai 2008 | Danemark | 4 - 1 | Angleterre |  |  |
|             |          |       |            |  |  |

### Finale
| 23 mai 2008 | Allemagne | 3 - 0 | France |  |  |
|             |           |       |        |  |  |